# Rivière encaissée

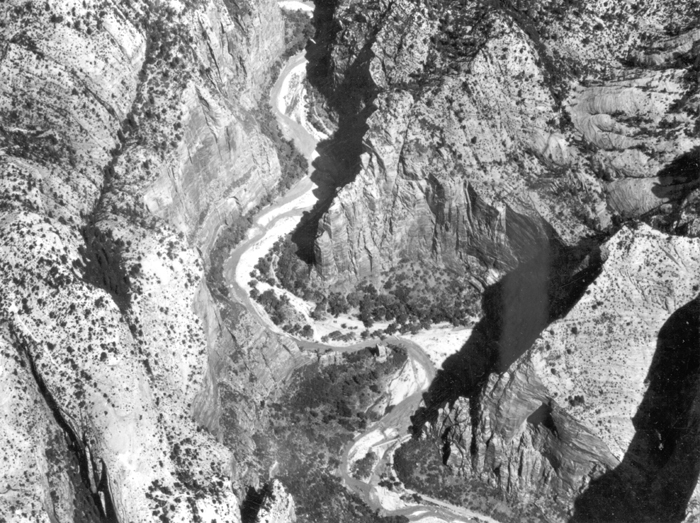
Méandres encaissés de la rivière Virgin à l'extrémité supérieure du Canyon de Zion, Parc National Zion, Utah.

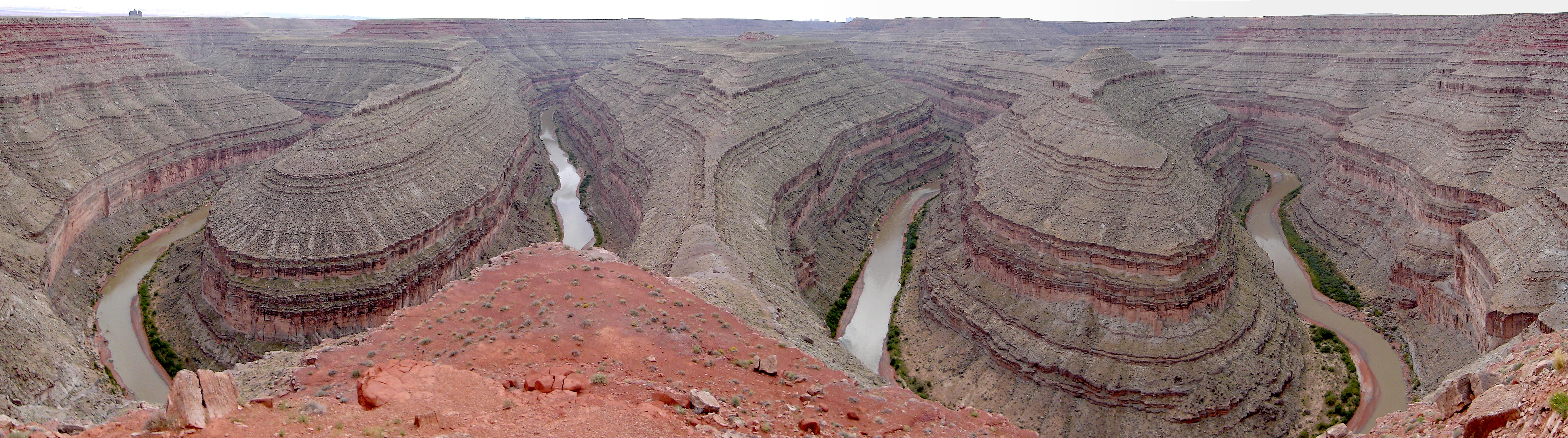
Méandres encaissés de la rivière San Juan dans le parc d'état de Goosenecks, Utah.

Une rivière encaissée est une rivière confinée dans un canyon ou une gorge qui, dans la plupart des cas, est relativement étroite avec très peu ou pas de plaine d'inondation. Les rivières encaissées présentent souvent des méandres déjà développés dans les paysages. Une rivière retranchée se forme habituellement grâce à une érosion verticale rapide du lit de la rivière avant de changer son cours dans le plan. L'érosion verticale de la rivière peut accélérer à la suite d'un soulèvement tectonique des plaines ou d’un abaissement du plancher océanique c'est-à-dire du niveau de base entraînant l’apparition de phénomènes d’érosion régressive. Une augmentation du niveau d'érosion verticale est également possible quand un lac morainique s’effondre en aval ou lorsqu’une rivière « capte » une autre rivière. Les méandres d’une rivière encaissée sont appelés, par analogie, méandres encaissés. Il faut distinguer ici deux formes distinctes de méandres. Les méandres les plus répandus sont des méandres où l’érosion latérale est plus importante que l’érosion verticale.  Le processus d’enfoncement du lit est lent et le méandre se déplace lentement vers l’extérieur de la courbe tout en s’enfonçant. Ce processus conduit à la formation d’une vallée asymétrique. Ce type de méandre n’est pas un méandre encaissé même si la berge concave peut prendre l’allure d’une falaise. Un méandre retranché se produit au contraire lorsqu'il y a une incision rapide du lit de la rivière de telle sorte que la rivière n'a pas la possibilité ou le temps d'éroder le côté latéral. Cela conduit à des vallées symétriques avec une apparence de gorge.

## Causes
Comme évoqué ci-dessus, la formation d’un fleuve retranché peut être causée par un soulèvement tectonique ou un abaissement du niveau de base provoquant une érosion régressive. Il peut aussi être causé par une augmentation du niveau d'érosion verticale à la suite d'un effondrement d’un lac morainique aval ou la capture de la rivière considérée par une autre rivière. En outre, le processus de rajeunissement de la rivière peut aussi être la cause d’un enfoncement de la rivière, en particulier lorsque le processus est dû à un soulèvement tectonique. Le rajeunissement du lit de la rivière augmente la puissance du flot qui coule et, par conséquent, le processus d'érosion est accéléré.
Des études montrent que les mouvements tectoniques, en particulier les mouvements associés à un soulèvement, peuvent influer sur la répartition spatiale de l'érosion et de la sédimentation. Bien qu'il soit difficile d’obtenir des informations précises sur l'activité tectonique passée, il est possible dans certains cas de retracer l’origine de la formation d’une rivière encaissée à la suite de mouvements tectoniques. À l’inverse, divers chercheurs ont pu utiliser une rivière encaissée comme preuve de mouvements tectoniques passés.
L'urbanisation croissante, la diminution des infiltrations et l’augmentation du volume d’eau ruisselant ont pour conséquences l'augmentation du niveau d'érosion verticale des cours d’eau en aval. Une étude portant sur la rivière San Pedro et une autre rivière située plus au sud-ouest en Arizona a montré que les inondations récentes étaient la principale cause de l’enfoncement de ces rivières depuis le XVIIIe siècle. L'étude conclut que l'augmentation de la population et des activités humaines dans cette région a eu pour conséquence une augmentation de la fréquence et de l’ampleur des inondations qui ont engendré une érosion verticale importante menant à la formation de rivières encaissées. L'exploitation minière dans le lit d'un cours d'eau peut également entraîner un enfoncement du lit et provoquer la formation d'une rivière encaissée. Par exemple, l'exploitation de gravières le long de la Russian river en Californie a conduit à la création d'une rivière encaissée.
L’influence des sols sur la formation de la rivière est également primordiale. Le Colorado a produit des gorges assez larges là où la roche était assez tendre mais les régions où celle-ci était particulièrement dures sont restées très étroites. La pente des rivières encaissée semble corrélée à la dureté des roches. La présence de faibles pentes hydrauliques ainsi que la présence de roches tendres sont associées à des méandres plus marqués et des sections asymétriques. Les méandres encaissés sont clairement capables de modifier leur géométrie en réponse à des changements de dureté de roche.

## Conséquences
Le chercheur Rosgen indique dans une étude que l’enfoncement des rivières est associé à une érosion accélérée des berges, à une perte des surfaces utiles, à une diminution des habitats aquatiques ainsi que l'abaissement de la nappe phréatique. En outre, il constate également que les méandres encaissés provoquent une perte de productivité des sols et un accroissement de la sédimentation en aval. Ces conséquences sont susceptibles d'affecter le développement économique des régions concernées, les coûts générés pour restaurer l’équilibre du transport solide pouvant de plus  être élevés. Il a été également montré que les vitesses d’écoulement accrues associées à l’érosion élevée avaient un effet négatif sur les écosystèmes de la ripisylve, en raison de l'érosion accrue des berges. De même, une étude réalisée par Simon a révélé que l’enfoncement du lit avait des conséquences majeures sur la ripisylve végétation riveraine et la croissance des poissons dans les zones touchées. L’abaissement du niveau d’eau entraîne presque automatiquement un abaissement du niveau de nappes phréatiques hydrauliquement connectées. L’enfoncement de la rivière réduit la quantité d'eau présente dans les sols par drainage. En outre, des études de divers cours d'eau ont révélé que le processus d’enfoncement des rivières était souvent associé à divers changements dans le plan des rivières par érosion des berges ainsi que des élargissements du lit.
Pour résumer, l’encaissement d’une rivière se répercute négativement par l'érosion accrue des berges, la perte de surface utiles, la perte d'habitats aquatiques, une diminution de la productivité des terres, l'abaissement de la nappe phréatique et une augmentation de la sédimentation de la rivière en aval

## Restauration de rivières
Afin de compenser les problèmes liés à l’enfoncement des rivières, des mesures de restauration et de préservation du lit du cours d’eau peuvent être mise en place. Pour pouvoir stopper l’érosion verticale, il est important de bien comprendre les processus à l’œuvre. La restauration nécessite de suivre l’évolution de la dynamique du cours d’eau après mise en place des mesures de correction pour s’assurer de la réussite de la restauration. De nombreux projets à travers le monde impliquant des restaurations de rivières ont été menés.